# Толстопятенко, Михаил Александрович
Михаил Александрович Толстопятенко (1924—1996) — командир отделения автоматчиков 70-го гвардейского стрелкового полка, гвардии сержант — на момент представления к награждению орденом Славы 1-й степени.

## Биография
Родился 19 декабря 1924 года на хуторе Верхние Хорули Веселовского района Ростовской области. Член ВКП/КПСС с 1944 года. Окончил 7 классов. Работал в колхозе.
В июне 1942 года призван в Красную Армию. С октября 1942 года воевал на Северо-Кавказском фронте. В мае 1943 года в боях под Новороссийском был ранен. После излечения направлен на учёбу во 2-е Грозненское военное пехотное училище. В августе того же года в числе добровольцев был направлен в действующую армию командиром отделения автоматчиков 70-го гвардейского стрелкового полка 24-й гвардейской стрелковой дивизии. В составе 2-й гвардейской армии Южного фронта участвовал в боях на реке Миус.
В августе-сентябре 1943 года войска фронта прорвали оборону противника и вышли к реке Молочной. 20 сентября М. А. Толстопятенко в составе своего взвода участвовал в штурме господствующей высоты в районе села Дмитровка. Он первым ворвался во вражескую траншею, уничтожив при этом десять немецких солдат и офицеров. В бою был тяжело ранен, но продолжал отбивать атаки врага.

Могила Толстопятенко на Северном кладбище Ростова-на-Дону.

18 мая 1945 года за этот бой Толстопятенко Михаил Александрович награждён орденом Славы 3-й степени.* Указом Президиума Верховного Совета СССР от 27 марта 1965 года перенаграждён орденом Славы 1-й степени.
После госпиталя вернулся в свою часть и был назначен командиром расчёта минометной роты.
3 декабря 1943 года в наступательном бою в районе Покровские хутора гвардии сержант Толстопятенко огнём из миномёта уничтожил до 25 румынских солдат, подавил огонь ручного пулемёта и расчистил от противника два окопа.
Приказом командира 24-й гвардейской стрелковой дивизии от 19 декабря 1943 года гвардии сержант Толстопятенко награждён орденом Славы 3-й степени.
В дальнейшем М. А. Толстопятенко был назначен командиром расчёта 45-миллиметровой пушки и участвовал в ликвидации Никопольского плацдарма противника, боях на Перекопе, освобождении Крыма, в том числе городов Евпатория и Саки, окраинных районов Севастополя. За эти бои он был награждён медалью «За отвагу».
После Крыма 24-я гвардейская стрелковая дивизия в составе 2-й гвардейской армии была переброшена на 1-й Прибалтийский фронт и в ходе Шяуляйской операции начала боевые действия в районе города Укмерге.
24 июля 1944 года в бою северо-западнее Укмерге Толстопятенко с расчётом отразил две вражеские контратаки, в которых уничтожил до 15 противников, пулемётную точку и вывел из строя противотанковое орудие.
Приказом командующего 2-й гвардейской армии от 5 сентября 1944 года гвардии сержант Толстопятенко награждён орденом Славы 2-й степени.
10 октября 1944 года во время проведения Мемельской операции Толстопятенко вновь был тяжело ранен и вернулся на фронт только в январе 1945 года. Был зачислен писарем-каптенармусом стрелковой роты 249-го стрелкового полка 16-й стрелковой дивизии.
В марте 1945 года он в районе деревни Лейниеки под огнём противника вынес с поля боя раненого командира роты, за что был представлен к ордену Славы 2-й степени, но в итоге награждён медалью «За отвагу».
После войны продолжал службу в войсках Министерства внутренних дел. В 1969 году уволен в запас. Жил в Ростове-на-Дону. Умер 29 февраля 1996 года, похоронен на Северном кладбище Ростова-на-Дону.
Награждён орденами Отечественной войны 1-й степени, Славы 1-й, 2-й и 3-й степени, медалями.